# 타이위안 위성발사센터
타이위엔위성발사센터(중국어: 太原卫星发射中心/太原衛星發射中心 Tàiyuán Wèixīng Fāshè Zhōngxīn[*], 영어: Taiyuan Satellite Launch Center, TSLC)는 중국 산서성 흔주시 커란현에 있는 로켓 발사장이다. 중국의 주력 우주 발사장인 시창위성발사센터와 달리 이곳에서는 정지궤도 위성은 발사하지 않는다. 이곳에서는 창정 로켓에 시험용이나 응용 위성(기상위성이나 지구자원 위성, 과학위성) 등 각종 인공위성을 실어서 발사한다. 중국 국산 첫 회귀궤도 기상위성인 ‘風雲’ 시리즈나 ‘資源’(중국.브라질 지구자원위성) 시리즈, 이리듐위성 12기의 상업 로켓 발사 등이 대표적이다. 또 대륙간탄도미사일(ICBM)이나 잠수함발사 탄도미사일(SLBM) 실험도 한다. 타이위안 위성발사센터에는 기술센터나 비행관제센터, 관측소 등이 있고, 2개의 철도가 부설돼 있다. 이곳은 중국 인민해방군의 시설이기도 한 만큼 중국 국무원.중앙군사위원회 국방과학기술공업위원회.위성발사관제국이 관할하고 있다.

## 환경
위치는 동경 111도36분30.59, 북위 38도50분56.71이다. 주취안위성발사센터에 이어 두 번째로 건설했다. 1966년 3월에 착공해 1968년부터 가동했다. 주위 3면은 산으로 둘러싸여 있고, 서쪽은 황하에 접해 있다. 표고 1천500m의 황토 고원 안에 있다. 기후는 한랭한 대륙성 기후이고, 공기는 건조해 있고, 비도 적어 로켓 발사에 적합하다. 주변의 환경 오염도 아직 적은편이다.

## 발사대
- 1번 발사대: CZ-2C/SD, CZ-4A, CZ-4B and CZ-4C 로켓을 발사한다.[1]
- 2번 발사대: CZ-4B 로켓을 발사한다. 2008년 10월 25일 최초로 사용되었다.[2]

## 같이 보기
- 중국의 우주 개발
- 시창위성발사센터
- 웬창위성발사센터